# Agrotis microreas
Agrotis microreas (tên tiếng Anh: Microreas Agrotis Noctuid Moth) là một loài bướm đêm thuộc họ Noctuidae. Loài này đã tuyệt chủng.
Nó là loài đặc hữu của Hawaii, Hoa Kỳ.

## Hình ảnh

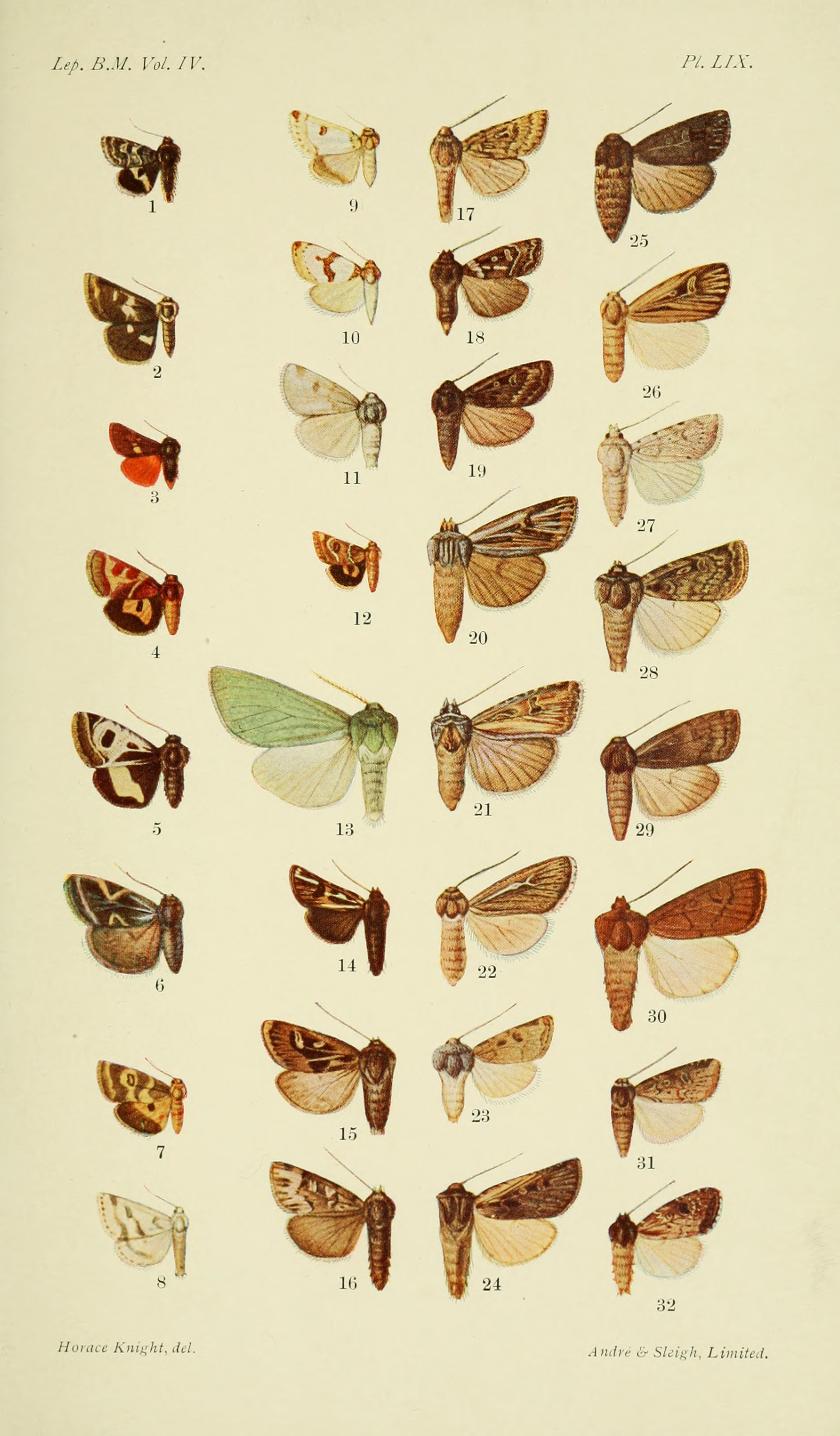